# Milkyway
『Milkyway』（ミルキーウェイ）は、アダルトゲームメーカーWitchより発売された18禁恋愛アドベンチャーゲームのシリーズ。全3作からなる。同じゲームメーカーから発売された『Alive』に登場した人物、またはその子孫たちなどが登場しており、正統な続編とは言えないが、設定のつながりは多少ある。物語は、『Alive』のストーリーから十数年後となる。
2003年には、れもんは〜とよりアダルトアニメ化されている。

## シリーズ各ストーリー
Milkyway
浪人決定と共に親のやっていた喫茶店を継がされることになった七瀬健治（主人公）は、あの手この手で逃げ続けていたが、両親が出ていってしまい、仕方なく店長を務める事になる。
だが、いくら場所が良いとはいえ寂れた喫茶店が流行るわけがなく、困り果てていた建治は幼なじみの倫に相談を持ちかけたところ、濃い客層をターゲットとした喫茶店を提案される。
初めは馬鹿らしく思っていた健治も、倫の集めてくる女の子や、コスチュームを見て半信半疑ではありながら喫茶店をリニューアルさせるのだった。
Milkyway2
前作から約3年後の話。駅前の交差点で偶然出合った七瀬晶に赤川祐樹（主人公）は一目ぼれをしてしまう。そして相手の晶がここ地元で有名な喫茶店「Milkyway」で働いている店員という事を知るのだった。
早速駄目元でバイトに応募するが競争倍率は実に1200倍。しかし、祐樹は「Milkyway」初の男性アルバイトとして見事受かってしまう。
Milkyway3
前作から約20年後の話。変化の無い毎日をのんびりと過ごす大野敬樹（主人公）は平凡な大学生である。夏休みにリビングでくつろいでいた敬樹はテレビ番組で放送されていた「Milkyway」という名の喫茶店のVTRを見る。そこには敬樹が巡回しているホームページのネットアイドルや、幼馴染の森下魅是流の姿があった。敬樹は魅是流を頼り、「Milkyway」の面接を受けることになる。

## 登場人物
キャストが対応も含めて公開されているのはアニメ作品と『Milkyway2』のみである。『Milkyway』については一切公開されていない。また、『Milkyway3』に関しては“声の出演（五十音順：AYA／大野まりな／鎌田千歳／九条信乃／渋谷ひめ／新堂真弓／杉沢結花／鳥居花音／西田こむぎ／野上奈々／樋口まゆら／藤城さらさ／御園円／吉田皐月）”という形での公開となっている。ただし、2名のみテーマソングを歌っている都合上、対応が公開されている。
以下、『Milkyway』を“第1作”、『Milkyway2』を“第2作”、『Milkyway3』を“第3作”と表記。

### 主要人物

#### 3作すべてに登場
御影咲夜（みかげ さくや）
声：日向裕羅（アニメ：九条信乃）
第1作 - 身長：157cm、3サイズ：B82 W53 H84 / 第2作 - 身長：157cm、3サイズ：B82 W53 H84 / 第3作 - ?
お店との関係が最も深く、シリーズ全てに登場する。何でもすぐに悪いほうに考え、すぐに泣き出してしまうが、立ち直りも異常なくらいに早い。恋水親子と非常に仲が良いが、はたから見るといじめられているだけである。
『第1作』ではバイトとして、『第2作』ではバイト長として、『第3作』では店長として登場する。

#### 第1作・第2作に登場
七瀬健治（ななせ けんじ）
声：無し（アニメ：西紀暁）
『第1作』の主人公である。大学に落ちたらお店を継ぐと宣言して試験に挑むも全滅。低レベルの学校を選んでいたにもかかわらずである。予備校にも行かず、バイトもせずにぷーたろ〜生活をしていたところ、甘えさせすぎたということで両親が旅行を兼ねて家を離れた。
『第2作』では店長として登場する。
七瀬晶（ななせ あきら）
声：吉田皐月（アニメ：吉田皐月）
第1作 - 身長：154cm、3サイズ：B75 W50 H80 / 第2作 - 身長：155cm、3サイズ：B78 W54 H80
兄である健治のことを馬鹿兄貴と呼んでいる。それは嫌っているからではなく、好きだからこその反発とも言える。その証拠として、他人が兄をけなすのは許せないらしい。両親が出て行った真相も知らされている。
『第2作』では裕樹が一目惚れした相手として登場する。
工藤亜由美（くどう あゆみ）
声：春日アン（アニメ：野神奈々）
第1作 - 身長：165cm、3サイズ：B82 W54 H84 / 第2作 - 身長：166cm、3サイズ：B86 W55 H87
晶の幼馴染みで、いつも一緒に行動している。健治のことをお兄ちゃんと呼び慕っている。健治を助けるため、晶の反対を受けつつもMilkywayで働こうとする。
『第2作』では健治の愛人として、娘（悠璃）と共に登場する。
結城倫（ゆうき りん） / 七瀬倫（ななせ りん）
声：綾有蘭（アニメ：綾有蘭）
第1作 - 身長：157cm、3サイズ：B85 W53 H86 / 第2作 - 身長：157cm、3サイズ：B86 W52 H86
健治の幼馴染みで、関西弁を話す。同人活動を行っており、かなり儲けているらしい。コスプレ衣装も作成していて、3サイズを当てることが得意である。店の経営方針など全てを自分の都合の良いように決めている。
『第2作』では健治と結婚し、七瀬姓に変わっているが中身は変わらず、自分の好きなように経営を行っている。
鷹梨千尋（たかなし ちひろ）
声：うさぎ（アニメ：海原エレナ）
第1作 - 身長：160cm、3サイズ：B79 W52 H81 / 第2作 - 身長：160cm、3サイズ：B81 W53 H84
健治の幼馴染みで、有名なファミレスチェーンの社長令嬢である。過去に健治と付き合っていたことがあるが、倫の存在も含め、様々な要因で破局に。そのこともあり、倫とは犬猿の仲である。
『第2作』では七瀬健治の愛人として登場する。
高坂繭（こうさか まゆ）
声：杉沢結花（アニメ：杉沢結花）
第1作 - 身長：153cm、3サイズ：B83 W53 H85 / 第2作 - 身長：153cm、3サイズ：B83 W53 H85
倫のサークルの相方である。学生でありながらも18禁のハードな同人誌を作成している。コスプレが大好きであり、元々は倫の常連客であった。対人恐怖症の気があり、あまり人と話すことは無いが、コスプレをするとキャラになりきるため別人となる。
『第2作』では商業デビューをしているが、同人活動も続けている。
本名：楠本さゆら（くすもと さゆら） / 橘花梨（たちばな かりん）
声：藤城さらさ（アニメ：藤城さらさ）
第1作 - 身長：160cm、3サイズ：B87 W53 H85 / 第2作 - 身長：160cm、3サイズ：B88 W52 H85
日頃は普通のOL（銀行員）をしているが、実は有名なコスプレイヤーである。倫の常連客であり、オリジナルのコスチュームを着たいが為だけにバイトを始める。普段のコスプレはけっこう過激である。
『第2作』ではバイトを辞めているが、お店には顔を出している。
東条恋水（とうじょう れみ） / 鷹梨恋水（たかなし れみ）
声：御園円（アニメ：御園円）
第1作 - 身長：148cm、3サイズ：B80 W52 H81 / 第2作 - 身長：148cm、3サイズ：B82 W52 H82
見た目は幼いが、実は健治よりも年上である。生半可な財力と学力では入れないことで有名な女子大である聖ミランナ女子に首席で入学するほど頭が良いが、ほとんど行っていない。
『第2作』では、娘（恋文）と共にVIPルームの主として登場する。
東条悠（とうじょう はるか）
声：近西洋子（アニメ：近西洋子）
第1作 - 身長：167cm、3サイズ：B89 W62 H90 / 第2作 - 身長：167cm、3サイズ：B90 W62 H91
千尋の実家がやっているファミレスチェーンのスーパーバイザーで、普段は社長秘書として働いている。また、千尋の父に頼まれ、千尋の面倒も見ている。育ちが良く、品行方正、学力優秀であるが、人当たりは厳しい。父親はさゆらの勤める銀行の頭取である。
『第2作』でもマネージャーとして働いている。
霧島奈緒美（きりしま なおみ）
声：夏野向日葵
第1作 - 身長：163cm、3サイズ：B81 W55 H84 / 第2作 - ?
千尋の友人で、千尋の実家がやっているファミレスでアルバイトをしている。Milkywayに来ては悪戯をしているが、それは千尋に頼まれてやっているだけである。
『第2作』ではダフ屋として登場している。

#### 第2作にのみ登場
赤川裕樹（あかがわ ゆうき）
声：無し
『第2作』の主人公である。駅前の交差点で出会った晶に一目ぼれをして、彼女が働くMilkywayのアルバイトに応募した。性格はかなり真面目であり、数少ない常識人であるが、次第に毒されていくことになる。
沢木祐美（さわき ゆみ）
声：岩田由貴
身長：165cm、3サイズ：B87 W56 H88
裕樹の幼馴染で、普段はクールを装っているが、実は情熱的である。Milkywayのアルバイトを始めた理由も裕樹がアルバイトをすることになったからである。裕樹以外に友達と言える相手が女の子にも居ないと言えるほど人付き合いを苦手としているが、礼は別である。
犬塚ありす（いぬづか ありす）
声：MIKAKO
身長：153cm、3サイズ：B84 W54 H81
『第2作』の店員の中では一番の頑張り屋である。ひ弱・ロリ・犬耳という3つの破壊力ある属性を天然で従えている。特技は貧血であり、よく倒れる。
神月沙耶（こうづき さや）
声：奥田香織
身長：170cm、3サイズ：B90 W59 H91
ありすと同時期にMilkywayに入る。訳あって彼女には厳しく接しており、体調管理も行っている。また、大の子供好きでもある。
嘉神麻衣（かがみ まい）
声：夏野向日葵
兄である浩二が、裕樹に迷惑をかけていることを非常に恥ずかしがっている。そのためか、兄に対しては容赦が無い。気立てが良く、決まっていた学校への進学をやめ、実家の神社の跡継ぎとなるべく精進しており、常に巫女服を着ている。

#### 第2作・第3作に登場
本名：坂本礼（さかもと あや） / テリル
声：杉沢結花
第2作 - 身長：163cm、3サイズ：B85 W58 H83 / 第3作 - ?
さゆらを慕うコスプレイヤーである。憧れの店で働いていることに少々浮かれ気味なところがある。裕樹と同年齢の割にはお姉さんぶるところがある。様々な魔法を使うが、周りがあまりにも非常識なために悲しいことになっている。
『第3作』では、トレジャーハンターとして登場する。使える魔法が増え、不老不死の薬や、成長させたり若返らせたりする薬なども持っている。
結城藍（ゆうき らん）
声：鳥居花音
第2作 - 身長：162cm、3サイズ：B83 W55 H81 / 第3作 - ?
倫の妹で、貞操概念の強い古風な大和撫子である。暗殺格闘術の使い手で、そのほかにも茶道・華道・料理なども一流である。恋文の格闘術の師匠でもある。
『第3作』では、雪花の母親として登場する。
鷹梨恋文（たかなし れもん）
声：御園円
第2作 - ? / 第3作 - 身長：163cm、3サイズ：B88 W59 H87
恋水の娘で、何をやっても超一流である。義務教育を終えた時点で会社に入り、すぐに頭角を現し、現在は日本支部を統括する。子供時代のMilkywayでの楽しい思い出が新生Milkywayに繋がっていく。
『第2作』にて子供時代の恋文を見ることが出来る。また、『第3作』ではオーナーとして登場する。
工藤悠璃（くどう ゆうり）
声：?
第2作 - ? / 第3作 - 身長：165cm、3サイズ：B83 W54 H84
亜由美の娘で、世界的に有名なモデルとして活躍中であるが、日本での知名度はイマイチである。少々高飛車な性格で、普段からモデル歩きをしている。恋文を姉のように慕っている。また、キラと仲が良く常に一緒に行動している。
『第2作』では、赤ん坊として登場している。

#### 第3作にのみ登場
大野敬樹（おおの ひろき）
声：無し
『第3作』の一人目の主人公である。素直になれないタイプで、三流大学の学生である。軽い性格で、彼女を作っても長続きはしない。花梨のファンであり、彼女がアルバイトをしているMilkywayでアルバイトをしようとする。
森下魅是流（もりした みぜる）
声：大野まりな
身長：163cm、3サイズ：B88 W59 H87
敬樹の幼馴染で、幼い頃からずっと敬樹にべったりくっついている元気っ子である。学業は優秀であるが、ドジな一面もある。頭の中はお店と敬樹のことで一杯である。また、敬樹のことを旦那さんと言いうこともあるが、本人にはきっちりと否定されている。
本名：横内円（よこうち まどか） / 橘花梨（たちばな かりん）
声：?
身長：168cm、3サイズ：B87 W55 H85
魅是流の同級生で、親友である。普段は地味であるが、ものすごいアクセス数を誇るホームページを運営するネットアイドルであったりする。非常に人気が高くカリスマ的である。しかし、それが原因で悠璃にはあまり良く思われていない。
鈴木幸広（すずき ゆきひろ）
声：無し
身長：183cm
Milkywayの副店長で、『第3作』の二人目の主人公である。恋文と友梨香の幼馴染であり、仕事面では恋文の秘書として活躍している。恋文に勝つために大学を首席で卒業、格闘技も一流であるのだが、いまだに何一つ恋水に勝てるところがなかったりする。
三石友梨香（みついし ゆりか）
声：?
身長：153cm、3サイズ：B73 W48 H81
身の回りの世話から家事全般まで幅広くこなす恋文専属のメイドである。趣味はケーキ作りで、清楚で可憐という言葉の似合う女の子である。幼い頃から鷹梨家に仕え、恋文・幸広とは幼馴染である。
キラ＝ラファール / 本名：七瀬綺羅（ななせ きら）
声：?
身長：165cm、3サイズ：?
倫と健治の娘で、やはり関西弁を話す。見た目とは異なり、謙虚で大人しく控えめな性格である。倫の影響が大きく、本職はデザイナーである。異母姉妹である悠璃について仕事をしているが、いい加減な両親を嫌って外国人風の名前と容姿にしている。
結城雪花（ゆうき せつか）
声：?
身長：?、3サイズ：?
黄金色の右眼と紫色の左眼を持つ（オッドアイ）。藍が雪の日に拾って娘として育てている。本来の名前は雪華であったが、字画が硬くて親しみにくいと思った藍が雪花にした。感情を表に出さず、進んで口を開くことがほとんど無い。
坂上柚香（さかがみ ゆずか） / 本名：沢木祐姫（さわき ゆき）
声：新堂真弓
身長：152cm、3サイズ：B79 W52 H81
祐美の娘で、人気絶頂のトップアイドルである。出演したCMの商品はことごとく大ヒットし、出すシングルは全て初登場1位を記録する。両親の思い出の店であるMilkywayの一日店長として、自分から仕事を持ちかけた。
サラ＝マクスウェル
声：?
身長：145cm、3サイズ：B75 W46 H73
幼い頃から恋文による英才教育を施されてきた女の子である。仕事に対しては完璧主義である。とある共和国の王族であるが、クーデターにより国を追われ、1人だけはぐれたところを恋文に拾われた。
アカネ / 本名：鷹梨夏菜（たかなし なつな）
声：?
身長：?、3サイズ：?
千尋の娘であるが、すでに死去している。転生し猫としてMilkywayを見ていたが、礼の魔法により人間として現世に現れた。

### その他の人物
如月刹那（きさらぎ せつな）
声：?
『Alive』『第1作』に登場。
道ばたで雨に濡れているところを晶に保護される。健治と何らかの関係があるらしいが、健治は否定している。
高坂久遠（こうさか くおん）
声：杉沢結花
『Alive』『第1作』『第2作』に登場。
繭の母親であるが、かなりの童顔のため信用してもらえない。『第2作』では繭のマネージャーとしても活躍している。
沢木万里江（さわき まりえ）
声：岩田由貴
『Alive』『第2作』に登場。
祐美の祖母であるが、おばあちゃんと呼ばれるのを嫌い、万里江と呼ぶよう強制している。その強引さが嫌われる原因であることに本人は気が付いていない。
嘉神浩二（かがみ こうじ） / KOUJI（こうじ）
声：無し
『第2作』『第3作』に登場。
裕樹をMilkywayに連れて行った張本人であり、どら息子である。スタッフの目を盗んで店内に入っては、レジ打ちをしていたり、店長と雑談をしていたりするが、すぐに見つかって外へ追い出される。
『第3作』では有志の混対スタッフのリーダーKOUJIとして登場する。
鈴木孝（すずき たかし）
声：無し
『第3作』に登場。
幸広の父親であり、昔から鷹梨家に仕えている。天井から現れることもある。幸広に執事としての全てを叩き込んだ。
中邑（なかむら）
声：?
『第3作』に登場。
鷹梨グループの総長代理で、通称「お局様」である。恋文を目の上のこぶと見ている。また、Milkywayを目の敵にしている。
橘花梨（たちばな かりん）
『第1作』『第2作』『第3作』に登場。
有名なコスプレイヤーの名前である。『第1作』『第2作』の世代では、楠本さゆらのことであり、『第3作』の世代では、その娘である横内円のことである。親子でコスプレすることもあり、橘花梨が2人になることもある。
混対スタッフ
『第1作』『第2作』『第3作』に登場。
初期のMilkywayでは、倫と繋がりのあるコミファスタッフが混対スタッフとして働いているようである。新生MilkywayではガーディアンKOUJI率いる有志が混対スタッフとして働いている。敵対する組織としてトラブルメイカーがあり、Milkywayを笑いのるつぼへと陥れようとしている。通常の警備会社のスタッフでは手に負えないようである。

### 補足
本人は登場しないが、会話の中に出てくる人物を以下に記載する。
木原祐二（きはら ゆうじ）
『Alive』『第1作』に登場。
『Alive』の主人公で、繭の父親。
坂上柚木（さかがみ ゆずき）
『Alive』『第2作』に登場。
高坂家と関係のある幽霊として登場。久遠と喧嘩をすることもあるらしい。
本名：沢木祐里子（さわき ゆりこ）  / 坂上柚木（さかがみ ゆずき）
『Alive』『第2作』『第3作』に登場。
祐美の母親で、坂上柚木として活躍する女優。祐二と柚木の二人とは幼馴染同士であり、三角関係を描いていた。
本人は登場しないが、会話の中に間接的な表現で出てくる人物を以下に記載する。
鷹梨宏明（たかなし ひろあき）
『第2作』の会話中に登場。
恋文の父親。元は悠の婚約者であったが、妹である恋水とできちゃった結婚をした。
番外編の『Milkyway1.8』に登場している。
赤川孝（あかがわ たかし）
『第2作』の会話中に登場。
裕樹の父親。
『Alive』に登場している。

## 本作品の設定

### 店関係
「豆」と「Milkyway」
健治の祖父の代から続く、歴史のある喫茶店「豆」がシリーズ全ての舞台となる。
後に健治の父が店を継ぐことになり、しばらくしてから咲夜がバイトを始めている。また、健治も少しは手伝っていたようである。その後は健治が店長となり、倫の提案するリニューアルを行い、「Milkyway」となる。これが『第1作』『第2作』の舞台である。
この後に一度「Milkyway」は閉店を迎える。その際に、咲夜が店舗を貰いうけ、再び喫茶店「豆」を経営していくことになる。この頃に魅是流がバイトを始めている。しかし、経営がうまく行かず赤字となり、借金を重ねて店を畳む事となる。その時に恋文が現れ、店を買い取って再び「Milkyway」として開店することになり、これが『第3作』の舞台となる。
「Milkyway」の制服
制服は全てオリジナルのコスチュームである。『第1作』『第2作』の制服は、倫がデザイン・制作、『第3作』の制服は、キラがデザイン・制作している。倫の制服のみ色が違うのは、試作品のためである。
また、『第1作』の制服は繭が着る事を前提として、『第2作』の制服は礼が着る事を前提として、『第3作』の制服は悠璃が着る事を前提として、それぞれデザインされている。
Milky仮面（恋文）の制服に関しては、服の着心地、気品さ、派手やかさ、全てにおいて完璧な特注品のようである。
「Milkyway」の経営
開店当時は、金銭管理なども含め、かなりズサンであり、おつりなども平気で間違えていたようである。店長である健治も、オーナーである倫も細かいことまで考えていなかったからとも言える。しかし、悠の入店により大きく変わっていく。マネージャーとして、全てをきっちりと管理していったのである。次第に、倫が大きな経営方針を定め、悠が細かい調整や雑用を行うという方向に落ち着いていった。しかし、オーナーである倫の都合による休店日までは管理しきれないようである。なお、店長である健治は何もしていなかったようである。
恋文の経営する「Milkyway」では、恋文が大きな経営方針を定め、幸広が細かい調整や雑用を行うという形で経営されていた。店長である咲夜は、何もさせてもらえず、完全に対外的な飾りであった。
鷹梨グループ
ファミレスチェーン「ハミングバード」を経営するグループであり、大規模に発展していくが、基本は親族経営である。『第1作』の時点からチェーン展開をしており、『第3作』の頃には、海外にも支店を出すほどになっている。なお、ヨーロッパ支部は千尋が、北米・アジア地区は恋水夫妻が、日本地区は恋文が管轄している。また、オセアニアに関しては、子会社が進出を睨んで調査中とのことである。日本地区は恋文の話題性を生かせるようにと、アジア地区から派生した部署であったが、恋文が恋水夫妻管轄時の7倍以上の売り上げの伸び幅をたたき出し、その実力を示すことになった。
鷹梨グループと「Milkyway」
『第1作』『第2作』の時点では、「Milkyway」の影響を受け、ファミレスチェーンの制服変更を議論するなど、競争相手と見ていた部分がある。しかし、グループ内部には、事実上の周囲への出店規制が存在するなど扱いが微妙な部分があった。親族経営であること、健治と千尋の関係、恋水の存在などが大きいとも考えられる。
『第3作』の少し前の頃に、グループ内部の改革により、出店規制が破られることになる。これは新規出店権限を与えられた中邑によるものである。

### 同人誌関係
コミファ
正式名称は「コミックファンタジー」で、本作品の世界における同人誌即売会である。年に2回程度、数日に亘って開催されているようである。『第1作』で健治が初めて見に行ったのは、第77回のコミファである。
しるくろ〜ど
倫と繭の合同サークルの名称である。それぞれがヤマモト花子、まゆぽんの名で活動している。有名なサークルのようで、コミファでは外周に配置され、繭の本は4500冊前後の本が午前中で売り切れる人気である。また、倫の衣装については、コスプレイヤーに高い人気を誇り、No.1コスプレイヤーと名高いさゆらも好んで着ている。
繭のHP
ゲーム中に出てくる繭（まゆぽん）のHPは実在し、更新もされていたが、メーカー公式ページからのリンクは存在せず、完全に別のコンテンツ扱いとなっていた。そのため、閲覧にはURLを直接打ち込む必要があった。しかし、まもなく更新停止となり、数回後の公式ページのリニューアルと共に完全に消滅してしまった。
テリル
人気のTVアニメ「魔法天使テリル」のヒロインのことで、正式には「魔法天使テリル＝ウィッチ」（マジカルエンジェル テリル＝ウィッチ）である。ライバルとしてエリスがいる。原作は繭（まゆぽん）で、日曜の朝9時から放送されているようである。また、絵本にもなっている。DVD版「魔法天使テリル」の初回特典には、魔法のステッキの形をしたボールペンが付属していた。「魔法天使テリル＝ウィッチZZ」（マジカルエンジェル テリル＝ウィッチ ダブルゼータ）の登場する続編も出ているようである。

### 人物関係
咲夜の趣味
セクシーな下着ばかりだと思われているが、可愛い下着を集めることが趣味なだけである。実際にくまちゃんぱんつも穿いている。だが、そのイメージが薄いのは、ひもぱんを穿くと必ず下ろされるから。シリーズ全てで共通のイベントでもある。
礼の魔法
魔道書を所持することで魔法を使えるようである。基本的に、魔法陣は詠唱により発現するが、魔法によっては最初から書くこともある。また、詠唱の省略も可能である。
攻撃魔法がほとんどであるが、防御魔法や回復魔法、召喚魔法なども使えるようである。しかし、炎系の攻撃魔法を使うと、健治や悠には火遊び扱いされ、恋水には花火扱いされる始末である。また、氷系の魔法を使っても、恋水にロックアイスとして使われるなど、すでに攻撃と思われていないようである。そのため、威力が低いと思われるが、壁を壊したり、店全体を半壊にまで追い込む威力はあるようである。
また、「フェンリル」を召喚したこともあるが、恋水には犬扱いされ、悠にはペットを持ち込んだと思われて連れ出されるなど散々な扱いとなっている。
常に持ち歩いている魔道書は「ねこのみかん」と呼ばれているが、入手の経緯は本人も分からず、気が付くと持っていたようである。
礼の戦い（ジハード）
恋水との戦いは毎日のように行われ、すでに店の恒例イベントとなっていたようである。また、戦いは徐々にエスカレートし、最後には店全体を巻き込む大戦争にまで発展したようである。
後に恋文とも戦うことになるのだが、呪文詠唱すらさせてもらえず、一方的にやられ、命乞いをするも無視され、その悲惨さに周りから同情されることになる。
恋水親子との戦いによって破壊された店は、なぜか咲夜や幸広が直しているのである。
登場人物の好物
- 七瀬晶
  - チョコ関係全般が好きである。特に健治の作るチョコパフェが好きなようである。

- 工藤亜由美
  - プリンが好物で、健治にプリンパフェを頼むことが多い。毎日30個から40個程度食べているようである。

- 東条恋水
  - いちごが大好物であり、店のいちごをかなり食べている。その額は月800万にも上っており、姉であり、マネージャーでもあった悠を驚愕させた。また、いちごワインも好んで飲んでいる。

- 坂本礼
  - アイスクリームが好物で、20個以上のアイスを普通に食べている。

- 鷹梨恋文
  - 母親同様にいちごが大好物である。いちごが全ての頂点にあり、店よりも上となっている。自分用に大量のいちごを仕入れていることが経営に悪影響を与えていることを、サラから指摘されるも、変える気はまったく無い。

- 工藤悠璃
  - 母親同様にプリンが好物である。だが、モデルと言うこともあり自由に食べることが出来ないでいる。その反動か、食べ始めると周りが一切見えなくなる。

## 追加ディスク
一部の作品に関しては、アンケートの返信やユーザ登録を行うことで、追加シナリオや追加CGなどの入ったCDが送られてくると告知されていたが、実際に送られることは無かったようである。CGモードが完全に埋まらないのは、このためであるとも言われている。ただし、「Milkyway」（無印）のユーザには、追加ディスクの代わりとして、「Milkyway うぃず Voice」のCD特殊レーベル）が発送されている。

## スタッフ
- シナリオ：悠月魅夜
- 原画：瀬之本久史、真広雄海（3を除く）

## 主題歌
Milkyway

Milkyway2
- オープニング主題歌：「恋のミルキーウェイ」
  - 作詞・作曲：桃井はるこ / 編曲：小池雅也 / 歌：UNDER17

- エンディング主題歌：「れもんのトキメキ♪」
  - 作詞：Tamami / 作曲：Ken Kurata / 編曲：Cliche Project、小池雅也 / 歌：UNDER17

Milkyway3
- テーマソング：「QUEEN OF QUEEN」
  - 歌：鷹梨恋文（short ver.）、坂上柚香（full ver.）

## アダルトアニメ
スタッフ
- 原作 - 悠月魅夜
- キャラクター原案 - 真広雄海、瀬之本久史
- 監督・キャラクターデザイン・作画監督 - 大河原晴男
- シリーズ構成 - 地獄組
- 脚本 - スタジオオルフェ（第1話：黒田洋介、第2話：倉田英之）
- 音楽 - mobo
- 主題歌 - UNDER17
- アニメーション制作 - ダタマフィルム
- 製作 - 「Milkyway」製作委員会
- 販売元・発売元 - れもんは〜と
- 販売代理 - グルーヴコーポレーション

各巻リスト
- 2003年6月25日 - Milkyway その1 浮気してもええよ
- 2003年8月25日 - Milkyway その2 きもちは止まらないよ
- 2006年10月27日 - Milkyway コンプリート版